# 84E busz (Budapest)

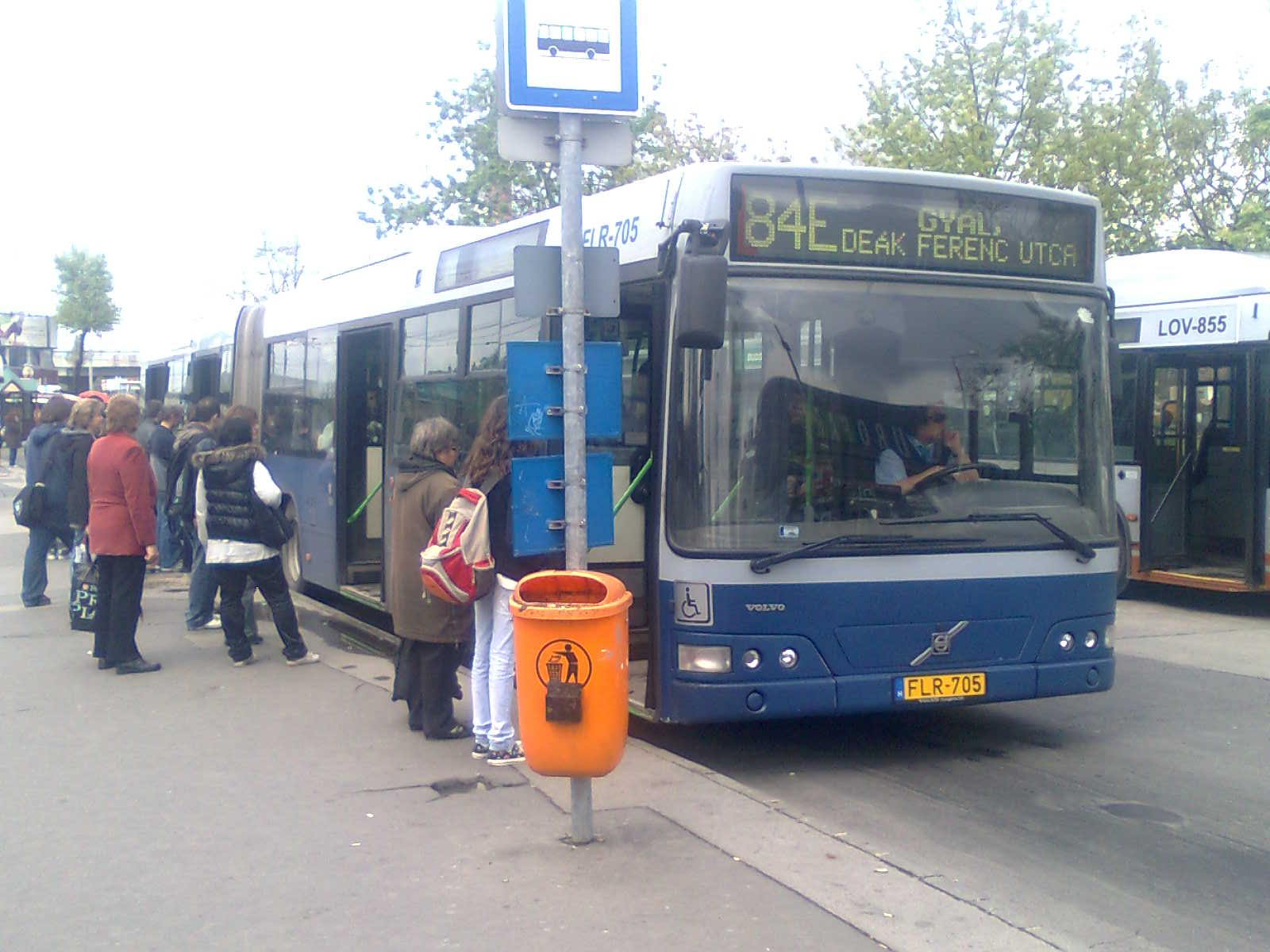
Volvo 7700A típusú csuklós busz a Határ út végállomáson 84E jelzéssel

A budapesti 84E jelzésű autóbusz a Határ út metróállomás és Gyál, Deák Ferenc utca között közlekedik. Gyálon hurokjárati jelleget betöltve a Pesti út – Ady Endre utca – Deák Ferenc utca – Vecsési út – Pesti út útvonalon tárja fel a települést. A viszonylatot a MÁV Személyszállítási Zrt. üzemelteti.

## Története
2006. október 1-jén az 54-es, a 94-es és a 294-es viszonylatok kiváltására három gyorsjáratot és egy expresszjáratot indítottak Gyál és Budapest között. 84-es jelzéssel új járat indult, mely Pestszentimre, központtól a Kisfaludy utcán érte el Gyált. A 89-es jelzésű busz a 294-es busz útvonalán járta körbe Gyált. A 94-es busz több megállóban állt meg, illetve új járat indult 94E jelzéssel, mely a 94-es üzemidején kívül közlekedett és kevesebb megállóban állt meg. 55-ös jelzéssel új alapjárat is indult a Boráros tér és Gyál között. Az 54-es busz változatlan maradt.
A 2008-as paraméterkönyv bevezetésével megjelentek a vonalon a Volvo 7700A típusú buszok, ezzel egyidőben a 84-es jelzése 84E jelzésre változott.
2014. május 29-étől a Volánbusz vette át a járat üzemeltetését Volvo 7900A típusú autóbuszokkal.
2018 áprilisától egészen 2019 decemberéig a vonalon Volvo 7900A Hybrid csuklós buszok is közlekedtek.
2019. április 8-ától 2022. május 13-áig az M3-as metróvonal felújítása alatt munkanapokon reggel 84M jelzéssel a Nagyvárad tér érintésével közlekedett, a Távíró utca megállót pedig kihagyta.
2020 őszétől az új generációs Mercedes-Benz Conecto G csuklós buszok is közlekednek a vonalon.

## Útvonala
| Gyál, Deák Ferenc utca felé |
| Határ út M vá. – Határ út – szervizút – Tuba utca – Nagykőrösi út – Nemes utca – Kisfaludy utca – Gyál, Pesti út – Ady Endre utca – Deák Ferenc utca – Gyál, Deák Ferenc utca vá.                                                      |
| Határ út metróállomás felé |
| Gyál, Deák Ferenc utca vá. – Deák Ferenc utca – Vecsési út – Széchenyi István utca – Pesti út – Budapest, Kisfaludy utca – Nemes utca – Nagykőrösi út – Határ út (– Távíró köz – Távíró utca – Üllői út – Ferde utca) – Határ út M vá. |

## Megállóhelyei
| 84E (Határ út M ◄► Gyál, Deák Ferenc utca)                | 84E (Határ út M ◄► Gyál, Deák Ferenc utca)                                                 | 84E (Határ út M ◄► Gyál, Deák Ferenc utca) | 84E (Határ út M ◄► Gyál, Deák Ferenc utca) | 84E (Határ út M ◄► Gyál, Deák Ferenc utca)                                                            | 84E (Határ út M ◄► Gyál, Deák Ferenc utca)                  | 84E (Határ út M ◄► Gyál, Deák Ferenc utca) | 84E (Határ út M ◄► Gyál, Deák Ferenc utca) |
| Perc (↓)                                                  | Megállóhely                                                                                | Perc (↑)                                   | Perc (↑)                                   | Átszállási kapcsolatok                                                                                | Létesítmények                                               |                                            |                                            |
| --------------------------------------------------------- | ------------------------------------------------------------------------------------------ | ------------------------------------------ | ------------------------------------------ | --- | ----------------------------------------------------------- | ------------------------------------------ | ------------------------------------------ |
| 0                                                         | Határ út M végállomás                                                                      | 38                                         | 36                                         | 66, 66B, 66E, 89E, 94E, 99, 123, 123A, 142E, 194, 194B, 294E 42, 50, 52 626, 628, 629, 660 1080, 1110 | Autóbusz-állomás, Shopmark bevásárlóközpont                 |                                            |                                            |
| A Távíró utca megállót csak munkanapokon 9:23-kor érinti. |                                                                                            |                                            |                                            | |                                                             |                                            |                                            |
| ∫                                                         | Távíró utca                                                                                | 35                                         | ∫                                          | 89E, 123, 123A, 181, 281                                                                              |                                                             |                                            |                                            |
| 3                                                         | Nagykőrösi út / Határ út                                                                   | 33                                         | 33                                         | 54, 55, 66, 66B, 66E, 89E, 94E, 123, 123A, 148, 254E, 255E, 294E 3, 52                                |                                                             |                                            |                                            |
| 6                                                         | Nagysándor József utca (↓) Hunyadi utca (↑)                                                | 29                                         | 29                                         | 54, 55, 89E, 99, 151, 294E 607, 608, 656, 657, 679                                                    |                                                             |                                            |                                            |
| 9                                                         | Kéreg utca (↓) Vas Gereben utca (↑)                                                        | 27                                         | 27                                         | 54, 55, 68, 89E, 294E                                                                                 |                                                             |                                            |                                            |
| 10                                                        | Naszód utca (Használtcikk piac)                                                            | ∫                                          | ∫                                          | 54, 55, 89E, 294E 607, 608                                                                            |                                                             |                                            |                                            |
| ∫                                                         | Használtcikk piac                                                                          | 25                                         | 25                                         | 54, 55, 89E, 294E                                                                                     |                                                             |                                            |                                            |
| 13                                                        | Szentlőrinci út (Szentlőrinci út (gyorsétterem))*                                          | 23                                         | 23                                         | 36, 54, 55, 89E, 94E, 198, 254E, 255E, 294E                                                           | Dél-pesti autóbuszgarázs, McDonald’s, OMV benzinkút, AUCHAN |                                            |                                            |
| 14                                                        | Kamiontelep                                                                                | 20                                         | 20                                         | 54, 55, 89E, 94E, 254E, 294E                                                                          | Kamion parkoló                                              |                                            |                                            |
| 15                                                        | Zöldségpiac                                                                                | 19                                         | 19                                         | 54, 55, 89E, 294E                                                                                     | Nagykőrösi úti piac (Nagybani Piac)                         |                                            |                                            |
| 16                                                        | Pestszentimre felső vasútállomás                                                           | 18                                         | 18                                         | 54, 55, 89E, 294E S21                                                                                 | Vasútállomás                                                |                                            |                                            |
| 17                                                        | Bethlen Gábor utca                                                                         | 17                                         | 17                                         | 54, 55, 89E, 255E, 294E                                                                               |                                                             |                                            |                                            |
| 18                                                        | Eke utca                                                                                   | 16                                         | 16                                         | 54, 55, 89E, 294E                                                                                     |                                                             |                                            |                                            |
| 20                                                        | Pestszentimre vasútállomás (Nemes utca) (↓) Pestszentimre vasútállomás (Nagykőrösi út) (↑) | 15                                         | 15                                         | 54, 55, 89E, 94E, 166, 254E, 255E, 266, 294E S21                                                      |                                                             |                                            |                                            |
| 21                                                        | Ady Endre utca                                                                             | 13                                         | 13                                         | 166, 254E, 255E, 266                                                                                  | Szentimrei Diána Gyógyszertár                               |                                            |                                            |
| 22                                                        | Kisfaludy utca                                                                             | ∫                                          | ∫                                          | 166, 184, 254E, 255E, 266, 284E                                                                       |                                                             |                                            |                                            |
| 23                                                        | Szigeti Kálmán utca                                                                        | 11                                         | 11                                         | 184, 284E                                                                                             |                                                             |                                            |                                            |
| 24                                                        | Kapocs utca                                                                                | 10                                         | 10                                         | 184, 284E                                                                                             |                                                             |                                            |                                            |
| 25                                                        | Kacsóh Pongrác utca                                                                        | 7                                          | 7                                          | |                                                             |                                            |                                            |
| Budapest–Gyál közigazgatási határa                        |                                                                                            |                                            |                                            | |                                                             |                                            |                                            |
| 26                                                        | Mátyás király utca                                                                         | 6                                          | 6                                          | |                                                             |                                            |                                            |
| 27                                                        | Tulipán utca                                                                               | 5                                          | 5                                          | |                                                             |                                            |                                            |
| 28                                                        | Széchenyi utca / Ady Endre utca                                                            | 4                                          | 4                                          | 55, 94E, 294E 578, 609                                                                                |                                                             |                                            |                                            |
| 29                                                        | Kossuth Lajos utca                                                                         | ∫                                          | ∫                                          | |                                                             |                                            |                                            |
| 30                                                        | Táncsics Mihály utca                                                                       | ∫                                          | ∫                                          | |                                                             |                                            |                                            |
| 31                                                        | Dobó Katica utca / Deák Ferenc utca                                                        | ∫                                          | ∫                                          | |                                                             |                                            |                                            |
| 32                                                        | Árpád utca                                                                                 | ∫                                          | ∫                                          | |                                                             |                                            |                                            |
| ∫                                                         | Somogyi Béla utca / Széchenyi utca                                                         | 3                                          | 3                                          | 55, 94E, 294E                                                                                         |                                                             |                                            |                                            |
| ∫                                                         | Bocskai István utca / Széchenyi utca                                                       | 2                                          | 2                                          | 55, 94E, 294E 578, 609                                                                                |                                                             |                                            |                                            |
| ∫                                                         | Széchenyi utca / Vecsési út                                                                | 1                                          | 1                                          | 55, 94E, 294E 578, 609                                                                                |                                                             |                                            |                                            |
| 33                                                        | Gyál, Deák Ferenc utca végállomás                                                          | 0                                          | 0                                          | |                                                             |                                            |                                            |

*Munkanapokon, a reggeli órákban az első járat a Szentlőrinci út helyett a Szentlőrinci út (gyorsétterem) megállóból indul Gyál felé.